# Йадигар-хан
Йадигар-хан (умер в 1714 году) — узбекский хивинский хан из династии шибанидов в 1704—1714.
После отстранения от власти Мусахана, на престол взошел Йадигар-хан, сын Хаджи Мухаммад-хана. Он был единственным ханом династии Хорезма, совершившим хадж в Мекку. Время его правления прошло в сражениях с кочевыми племенами. Около 1714 года он скончался и на престол взошел Шергази-хан.